# 프랑스 4

프랑스 4(France 4)는 프랑스의 공공 텔레비전 네트워크이다. 음악과 예술 프로그램이 특화된 방송국으로, 프랑스 텔레비지옹에 의해 운영되고 있다. 프랑스 4는 케이블, 위성, ADSL 및 디지털 방송에서 볼 수 있다.

## 역사
1996년 개설 이후 페스티발 (Festival)이라는 이름을 사용하고 있었지만, 2005년 3월 31일 프랑스 4로 개명하고 프랑스 텔레비전 그룹이 되었다.

## 같이 보기
- 프랑스 텔레비지옹
- 프랑스 4